# Eduardo Blasco Ferrer
Eduardo Blasco Ferrer (Barcelona, 1956 – Bastia, Korzika, 2017. január 12.) katalán nyelvész.

## Élete
1981-ben az Erlangeni Egyetemen szerzett nyelvész diplomát. A sassari, a bonni, a firenzei és a müncheni egyetemen is oktatott. 1993 Cagliariban tanított, mint az olasz és szárd nyelv professzora (1996-tól). A szárd nyelv volt érdeklődése középpontjában, de foglalkozott a katalán, a spanyol, az olasz és a ladin nyelvvel is.

## Művei
- Grammatica storica del catalano e dei suoi dialetti con speciale riguardo all'algherese. Tübingen: G. Narr, c1984.
- La lingua sarda contemporanea : grammatica del logudorese e del campidanese : norma e varietà dell'uso : sintesi storica. Cagliari : Della Torre, c1986.
- Storia linguistica della Sardegna. Tübingen : Niemeyer, 1984.
- Le parlate dell'alta Ogliastra : analisi dialettologica : saggio di storia linguistica e culturale. Cagliari : Edizioni Della Torre, 1988.
- Ello, ellus : grammatica sarda. Nuoro : Poliedro, c1994.
- La lingua nel tempo : variazione e cambiamento in latino, italiano e sardo. Cagliari : CUEC, 1995.
- Breve corso di linguistica italiana : con facsimili, edizione e commento d'un testo quattrocentesco ad uso di seminari ed esercitazioni. Cagliari : CUEC, 1996.
- Pro domo : grammatica essenziale della lingua sarda. Cagliari : Condaghes, 1998.
- Italiano e tedesco : un confronto linguistico. Torino : Paravia scriptorium, c1999.
- Italiano, sardo e lingue moderne a scuola. Milano : F. Angeli, 2003.
- Storia della lingua sarda. Cagliari : CUEC, 2009.
- Paleosardo. Le radici linguistiche della Sardegna neolitica.  Berlin : De Gruyter, 2010. ISBN 978-3-11-023560-9